# Тонзилолит
Тонзилолити (също сливични камъни, тапи) се наричат втвърдени остатъци от храна, бактерии, мъртви клетки и други вещества, които се задържат в джобовете на сливиците.

## Описание
Представляват малки, в повечето случаи 1 – 2 mm бели или жълтеникави налепи, броят на които може да варира, както и местоположението – да са разположени или на повърхността, или във вътрешността на сливиците. В някои случаи се наблюдават и тонзилолити с по-големи размери, от порядъка на 1 cm.
Счита се, че това е един от сериозните причинители на лош дъх поради натрупването на бактерии, които произвеждат сяра. Няма данни за развиването на други заболявания само поради наличието на тонзилолити.

## Лечение
Освен в домашни условия сливичните камъни могат да бъдат премахнати и от специалист с помощта на зъбен душ. Лазерната криптолиза е друга процедура, която се прилага при оплаквания, свързани с това състояние. Хирургичното отстраняване на сливиците също би решило проблема, но тонзилолитите не са достатъчно основание за това.